# Dao (taoizm)
Dao (wymowaⓘ) – podstawowe pojęcie filozofii chińskiej, kluczowe dla taoizmu, ale używane również przez inne kierunki, m.in. konfucjanizm. W zależności od autora i szkoły terminowi dao przypisywane są bardzo różne znaczenia, od „uniwersalnej zasady kierującej wszechświatem” po „metodę postępowania [danej osoby]”.

## Pochodzenie terminu
Sam termin dao jest znacznie starszy niż taoizm. Znak dao (道) pojawia się już w inskrypcjach wróżebnych sprzed ok. 3 tys. lat. Oznaczał wówczas drogę łączącą Niebo z Ziemią.

## Interpretacje i znaczenia

### Konfucjanizm
1. Dao pojawia się już w Księdze dokumentów z VI w p.n.e., uznanej przez konfucjanizm za klasykę (patrz: pięcioksiąg konfucjański). Znaczy on tam tyle, co model zachowania, słuszna droga, droga Nieba[3].
2. U Konfucjusza dao znaczy tyle co nauka lub mądrość, przekazywana drogą ustną (w klasycznym chińskim inne znaczenie dao to wypowiedzieć). W Dialogach konfucjańskich czytamy: Mistrz rzekł: O, Zengzi! Moje dao, jedną myślą wszystko przenika. Zengzi powiedział: Zaprawdę tak jest[4].
3. W idealistycznym ujęciu konfucjanizmu Mencjusza dao jest wzorcem moralnym, Drogą, którą Niebo odcisnęło w sercu człowieka[5].
4. W realistycznym ujęciu konfucjanizmu według Xunzi dao powinno być obowiązkowym obiektem badań przez mędrca; jest miarą wszystkich rzeczy[5].

### Taoizm
1. Zasada leżąca u podstawy wszechświata, ciągle się zmieniająca. Nie można jej zdefiniować, gdyż każda definicja byłaby jedynie przybliżeniem, ponadto jej wprowadzenie spowodowałoby zmianę wszechświata, a więc i definiowanego dao. Mówią o tym pierwsze słowa księgi Daodejing: „Dao, które mogłoby zostać wypowiedziane, nie jest wiecznym dao”. Po chińsku dao oznacza także powiedzieć, tak więc wers ten w oryginale brzmi szczególnie paradoksalnie – „Dao, które można dao, nie jest wiecznym dao” (chiń. 道可道非常道). Harmonia z dao (utożsamiana czasem ze znanym w innych wschodnich filozofiach oświeceniem) jest ostatecznym celem taoisty.
2. Zgodnie ze źródłosłowem dao oznacza w taoizmie i konfucjanizmie także właściwą drogę życia, drogę cnoty (de).

### Psychologia analityczna
Carl Gustav Jung w swojej przedmowie wydania księgi Daodejing uznał pojęcie dao za synonim terminu indywiduacja.